# Cessac
Cessac – miejscowość i gmina we Francji, w regionie Nowa Akwitania, w departamencie Żyronda.
Według danych na rok 1990 gminę zamieszkiwało 179 osób, a gęstość zaludnienia wynosiła 49 osób/km² (wśród 2290 gmin Akwitanii Cessac plasuje się na 998. miejscu pod względem liczby ludności, natomiast pod względem powierzchni na miejscu 1504.).